# Alan Palomo
Alan Palomo (Monterrei, 24 de julho de 1988), conhecido pelo seus trabalhos como cantor solo em VEGA e nas bandas Ghosthustler e atualmente Neon Indian, que integra desde 2008, quando lançou seu álbum de estreia, "Psychic Chasms".

## Biografia
Palomo nasceu em Monterrei, México e se mudou para San Antonio, Texas com 5 anos. Se mudou para Denton, Texas para estudar na Universidade do Norte do Texas.
Na época do ensino médio ele já escrevia e tocava antes do Neon Indian, em seus projetos Ghosthustler e VEGA. Pouco antes do lançamento de "Psychic Chasms", Palomo disse que planejava lançar outro álbum como VEGA, mas isso não aconteceu e não é claro se algum dia acontecerá. Numa entrevista, Palomo cita seu pai como uma influência musical, "só porque é como ele vive a vida -- ele foi brevemente conhecido no fim dos anos 70 e no início dos anos 80 como um pop star mexicano." Palomo também disse que sampleou algum material do seu pai no seu trabalho com Neon Indian.
O nome Neon Indian foi concebido por uma ex-namorada de Palomo, que também era assunto da música "Should Have Taken Acid With You." A reação positiva dela à musica incentivou Palomo a continuar a escrever mais músicas como Neon Indian.

Em maio de 2023, Palomo lançou seu primeiro single em nome próprio, "Nudista Mundial '89", uma divertida colaboração com  Mac DeMarco. A canção antecipou o primeiro álbum de Alan Palomo com o seu nome real, 'World of Hassle", que foi disponibilizado em setembro daquele mesmo ano.